# Louis Desnoyers
Louis Claude Joseph Florence Desnoyers, född den 23 februari 1805 i Replonges, död den 12 december 1868 i Paris, var en fransk författare.
Desnoyers deltog i en mängd tidningsföretag och uppsatte 1832 den populära skämttidningen Le Charivari. Han var en av stiftarna av Société des gens de lettres (1837). Desnoyers författade även, under pseudonymen Derville, en mängd vådeviller och utgav romanerna Les aventures de Jean-Paul Choppart (1836; flera gånger omtryckt) och Les mémoires d'une pièce de cent sous (1837) med flera.